# 羅桂祥
羅桂祥，CBE，JP（英語：Lo Kwee-seong，1910年2月2日—1995年5月5日）香港企業家，維他奶的創辦人之一。其弟羅騰祥及羅芳祥分別創辦大家樂及大快活。

## 簡歷
1910年2月2日，羅桂祥於廣東梅州出生，7歲或10歲時與母親前往馬來西亞，跟在當地工作的父親羅進興團聚，期間，羅桂祥亦在當地接受中學教育。中學畢業後本欲投考交通大學的土木工程系，但家庭經濟條件未能負擔，後得父親羅進興的僱主余東旋資助到香港大學升學。1934年在香港大學取得社會科學學士學位，主修經濟學。畢業後隨即擔任余東旋的私人秘書，兩年後升任公司經理及余東旋的法律代理。
羅桂祥愛好收藏茶具。1994年，羅桂祥基金捐出羅桂祥名下25件瓷器和600多方印章予市政局，及後成為茶具文物館的展品。香港故宮文化博物館成立後部分收藏亦送往該館展出。

## 家庭
其元配鍾群英是鄉中童養媳；後娶朱淑萍 (或朱淑冰) ；晚年擔任香港管理專業協會主席時結識該會總幹事成小澄，後成婚。羅桂祥與元配、二太共有5子3女。五子羅友禮為維他奶國際集團執行主席，其女羅慕貞和羅慕玲現為集團非執行董事。
何鴻燊兒子何猷龍是其孫女婿，娶羅友仁之女羅秀茵。
其子羅友仁和孫羅俊義因為家族大宅──壽山村道39號A丹林的業權，於2009年對簿公堂。

## 公職
中國
- 第六[9]、七屆全國政協委員[10]

香港
- 市政局非官守議員 (1960年代)
- 立法局議員
- 消費者委員會主席

其他
- 第四屆香港仔區街坊會理事長[11]
- 香港科學管理協會主席[12]

## 獎項
- 1990年度「香港藝術家年獎」藝術推廣-個人獎[13]

## 以其命名事物

### 香港
- 香港管理專業協會羅桂祥中學
- 茶具文物館羅桂祥茶藝館
- 香港科技大學羅桂祥樓
- 香港中文大學羅桂祥綜合生物醫學大樓
- 香港中文大學文物館新翼羅桂祥閣

## 外部連結
- http://orientaldaily.on.cc/cnt/news/20090507/00176_046.html （页面存档备份，存于）
- http://hk.news.yahoo.com/article/100504/3/hu0m.html （页面存档备份，存于）
- 2008-09年年報 （页面存档备份，存于）
- https://www.hkmemory.hk/collections/Soya_Bean_Milk/about_the_collection/index_cht.html （页面存档备份，存于）

| 商界職務            | 商界職務                       | 商界職務        |
| ------------------- | ------------------------------ | --------------- |
| 前任者： 簡悅強爵士 | 消費者委員會主席 1975年–1980年 | 繼任者： 何耀棣 |